# Whittaker Chambers

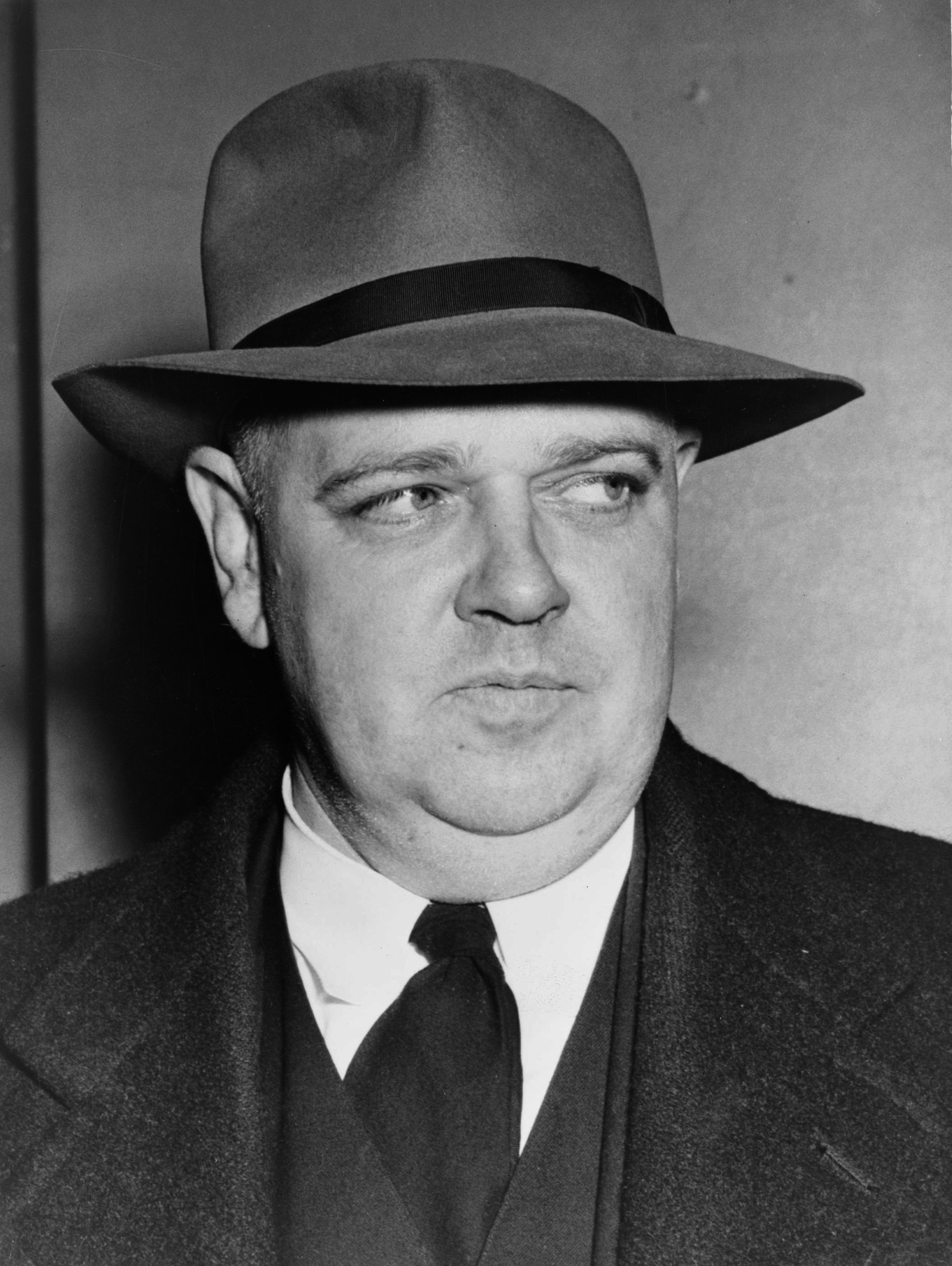
Whittaker Chambers

Jay Vivian „Whittaker“ Chambers (* 1. April 1901 in Philadelphia, Pennsylvania; † 9. Juli 1961 in Westminster, Maryland) war ein US-amerikanischer Schriftsteller und Redakteur sowie kommunistischer Agent und Informant. 1938 wechselte er auf Grund der Berichte über die Moskauer Prozesse die Seite und trat aus der Kommunistischen Partei der USA (CPUSA) aus. Er wurde Repräsentant des amerikanischen McCarthyismus der frühen 1950er Jahre und wurde wegen seiner Aussagen gegen Alger Hiss bekannt.
Chambers bleibt eine widersprüchliche historische Figur. Die meisten Historiker betrachten ihn zwiespältig: Je nach politischer Orientierung des Beobachters war er entweder „Held“ oder „Lügner“.

## Jugend und Erziehung
Chambers wurde in Philadelphia (Pennsylvania) geboren. Kurz danach zog die Familie nach New York. Er wuchs hauptsächlich auf Long Island und in Brooklyn auf. In seiner Autobiographie Witness (Zeuge) bezeichnete er seine Eltern als spießig. Chambers beschrieb sich selbst als Einzelgänger; seine Kindheit war überwiegend unglücklich. Nach dem High-School-Abschluss 1919 arbeitete er zwei Jahre in einer Bank. 1921 immatrikulierte er sich an der Columbia University. Er sei ein talentierter, aber schlampiger, undisziplinierter Student gewesen und habe nur selten die Vorlesungen besucht, erinnerten sich Dozenten später. Laut Chambers’ Behauptungen in Witness war er eher am Untergang des Westens interessiert; andere Angelegenheiten schienen ihm belanglos. Wie Oswald Spengler glaubte Chambers, dass die „Zivilisation des Abendlandes“ am Ende sei. 1922 wurde er von der Hochschule verwiesen. Manche Quellen deuten an, er hätte ein blasphemisches Theaterstück geschrieben; andere sagen, der Grund sei mangelnder Vorlesungsbesuch gewesen. An der Columbia University entdeckte Chambers die Werke von Karl Marx und Lenin. Die russische Revolution war damals, 1921, hochaktuell. Bald kam Chambers zu der Ansicht, dass der Kommunismus der einzige richtige Weg sei.

## Mitglied der CPUSA
Zwei Jahre lang arbeitete Chambers in einem Bergwerk. 1925 wurde er Mitglied der CPUSA. Er verfasste Artikel und gab kommunistische Zeitschriften wie den Daily Worker und The New Masses heraus. Um sein unsicheres und unregelmäßiges Gehalt aufzubessern, übersetzte Chambers, der Deutsch sprach, im Jahr 1927 das Kinderbuch Bambi von Felix Salten ins Englische. Chambers wurde von Clifton Fadiman bei Simon & Schuster angestellt und bekam regelmäßige Arbeit als Übersetzer.
1932 fing Chambers an, im kommunistischen Untergrund zu arbeiten. Im folgenden Jahr schickte man ihn zur nachrichtendienstlichen Ausbildung nach Moskau. Zurück in Amerika, ging er nach Washington, D.C., wo Josef Peters (später als „J. Peters“ bekannt) seine Kontaktperson wurde. Durch Peters lernte Chambers Harold Ware kennen; Ware leitete die „Ware Group“, die angeblich als „marxistische Diskussionsgruppe“ von Intellektuellen fungierte, aber in Wirklichkeit eine kommunistische Spionagezelle war. Damals war Alger Hiss bei der Agricultural Adjustment Administration tätig, die die US-Farmer unterstützte. Chambers organisierte Kommunisten in Washington und war als Kurier gestohlener Dokumente zwischen New York City und Washington tätig. Er tat dies bis 1938, als er die CPUSA verließ. Später behauptete er, der Stalinismus, die Schauprozesse, der Massenmord und die GULag-Straflager hätten ihn desillusioniert. Er behauptete auch, dass er vor der CPUSA und den Sowjets Angst hätte. Deswegen bewahrte er eine Dokumentensammlung auf, die später als die „Kürbispapiere“ (Pumpkin papers) berühmt wurde.

## Leben nach der Partei
Ab 1938 wandte sich Chambers politisch nach rechts. Er bekam eine Stelle beim TIME-Magazin; stieg dort bis zum Chefredakteur auf. Sein Gehalt betrug 30.000 $ (dies entspricht heute ungefähr 400.000 $). Bei TIME war Chambers ein unerschütterlicher Gegner des Kommunismus. Gegen den Willen seiner Redakteure verschärfte er manchmal ihre Artikel, falls sie seiner Meinung nach dem Kommunismus gegenüber zu „weich“ waren. Nach der Unterzeichnung des Nichtangriffspaktes zwischen NS-Deutschland und der Sowjetunion führte Chambers ein Gespräch mit Adolf Berle, dem amerikanischen Vize-Außenminister. In drei Stunden erzählte er ihm alles, was er von den kommunistischen Aktivitäten in Amerika wusste. Das Protokoll des Gespräches verschwand im Archiv und wurde vergessen.

## Der Prozess
Nach dem Zweiten Weltkrieg wurde ein neuer, ehrgeiziger Abgeordneter im Repräsentantenhaus der Vereinigten Staaten, Richard Nixon, auf Chambers aufmerksam. Am 3. August 1948 legte Chambers vor dem House Un-American Activities Committee (HUAC) eine Liste mit Namen angeblicher Mitglieder eines kommunistischen Untergrundnetzwerkes, das während der 1930er und 1940er Jahre innerhalb der US-Regierung tätig gewesen sei, vor. Einer der dort aufgelisteten war Alger Hiss, 1948 Chef der Carnegie-Stiftung für internationalen Frieden; kaum drei Jahre vorher hatte er eine wichtige Rolle bei der Schaffung der Vereinten Nationen gespielt.
Viele im Kongress und bei der Presse waren skeptisch. Hiss war ein eleganter, charmanter, gut gebildeter Mann, ein klassisches Beispiel des „Establishments“. Er hatte an der Harvard University Jura studiert und mit Oliver Wendell Holmes, Jr., dem berühmten Richter am Obergerichtshof, gearbeitet. Er hatte einen imponierenden Werdegang, während Chambers im Vergleich dazu halbseiden erschien. Nachdem Chambers eingeräumt hatte, selbst mehrere Jahre lang Kommunist gewesen zu sein erschien seine Geschichte unglaubwürdig. Hiss versuchte, diese Situation auszunutzen und verleumdete Chambers in der Presse und lancierte das Gerücht, Chambers sei homosexuell.
Zunächst leugnete Hiss, Chambers je gekannt zu haben. Später gab er an, er erkenne jetzt Chambers als einen Mann, den er früher als „George Crosley“ gekannt habe. Kurz danach bezichtigte Chambers Hiss in einer Radiosendung, dass er Kommunist gewesen sei. Daraufhin verklagte Hiss Chambers auf 75.000 $. Im November 1948 zeigte Chambers Ermittlern des HUAC-Ausschusses einen ausgehöhlten Kürbis auf seiner Farm in Maryland, in dem drei Rollen Mikrofilm steckten. Deren Inhalt bezeichnete man als die „Pumpkin Papers“ (Kürbispapiere). Nixon posierte mit einer Lupe und den Negativen, und die Fotos wurden überall veröffentlicht. (In den 1970ern stellte sich heraus, dass eine Rolle leer war und die anderen öffentlich verfügbare Informationen über Feuerlöscher und Rettungsboote enthielten.) Hiss verlor seine Zivilklage, die auch sein Verderben wurde. Er schwor unter Eid, dass er nie ein Kommunist gewesen sei.
Am 31. Mai 1949 begann der Prozess gegen Alger Hiss. Eventuelle Spionagevorwürfe wären verjährt gewesen, deswegen konnte die US-Staatsanwaltschaft ihn nur wegen Meineids anklagen. Der Jury konnte keine einstimmige Entscheidung treffen. Es gab also einen zweiten Prozess, in dem die Jury am 21. Januar 1950 Hiss schuldig sprach. Chambers musste vierzehnmal erscheinen und aussagen. Dies zwang ihn dazu, seine Stelle bei TIME zu kündigen. Er wurde depressiv und unternahm einen erfolglosen Suizidversuch.

## Nach dem Prozess
Durch den Hiss-Prozess machte Richard Nixon Karriere. Mit 40 Jahren wurde er Vizepräsident der Vereinigten Staaten, die Präsidentschaftswahl 1960 verlor er zwar, aber 1968 gewann er. Chambers profitierte davon nicht, seine Position bei TIME erhielt er nicht zurück. Er wohnte auf seiner Farm und schrieb seine 1952 veröffentlichte Autobiographie. Seine Kritiker halten die Angaben darin bis heute für unzuverlässig und parteiisch.
In den 1950er Jahren arbeitete er kurz als Chefredakteur bei National Review, einer von William F. Buckley, Jr. gegründeten konservativen Zeitschrift. 1961 starb er an einem Herzinfarkt. Sein letztes Buch, Cold Friday (deutsch: Kalter Freitag) wurde 1964 postum veröffentlicht. In diesem Buch sagte Chambers zutreffend den Zerfall des Kommunismus in den Ostblockstaaten vorher. 1984 verlieh Ronald Reagan Chambers, der für die Konservativen ein Held der amerikanischen konservativen Bewegung bleibt, den Freiheitsorden.